# Jedlnia-Letnisko
Jedlnia-Letnisko (até 1917 Mokrzec Swoboda) é um município no centro da Polônia. Pertence à voivodia da Mazóvia, no condado de Radom. É a sede da comuna urbano-rural de Jedlnia-Letnisko e da paróquia católica de São José Esposo da Bem-Aventurada Virgem Maria.
Estende-se por uma área de 8,22 km², com 4 078 habitantes, segundo o censo de 31 de dezembro de 2021, com uma densidade populacional de 496,1 hab./km².
Entre 1945 e 1975, a cidade pertenceu administrativamente à voivodia de Kielce, e depois, entre 1975 e 1998, à voivodia de Radom. Até 1954, era a sede da comuna de Gzowice.
Jedlnia-Letnisko está situada na histórica Pequena Polônia, em uma área que fazia parte da Terra de Sandomierz na Idade Média. Etnográfica e culturalmente, ela pertence à Terra de Radom.